# Estadio Vicente Calderón
Estadio Vicente Calderón je fotbalový stadion, na kterém hrál své domácí zápasy španělský klub Atlético de Madrid. Je velmi známý mj. tím, že přímo pod jeho hlavní tribunou prochází čtyřproudová silnice M-30.

## Historie

### Estadio Manzanares
Dne 17. března 1961 architekt Javier Barroso odkoupil pozemky na výstavbu nového stadionu pro Atlético de Madrid, jelikož kapacita starého Estadio Metropolitano už byla nedostačující. Ještě v roce 1961 začal pracovat na novém projektu. 2. října 1966 byl slavnostně otevřen stadion Estadio Manzanares, pojmenovaný podle řeky Manzanares, nad jejímž břehem byl postaven. Byl to vůbec první stadion v Evropě pouze pro sedící diváky. První utkání zde sehrálo Atlético proti Valencii a oba týmy se rozešly smírně 1:1, když za Atlético skóroval Luis Aragonés a za Valencii Paquito. První madridské derby na tomto stadionu Atlético – Real Madrid se uskutečnilo 16. dubna 1967 a skončilo také remízou – 2:2.

### Změna názvu a další osud
Název Manzanares vydržel stánku Atlética necelých pět let. 14. července 1971 se totiž vedení klubu dohodlo na změně názvu na Estadio Vicente Calderón, a to podle bývalého slavného ředitele Atlética de Madrid.
Stadion kromě jména však částečně změnil i podobu, aby se 23. května 1972 mohlo i před zraky tehdejšího španělského krále uskutečnit znovuotevření zrekonstruované budovy zápasem Španělsko – Uruguay (2:0 – Óscar Valdez a José Eulogio Gárate). O osm let později bylo ale znovu třeba stavbu obnovit, tentokrát z důvodu konání Mistrovství světa ve fotbale 1982. 4. června 1980 byl proto na Mimořádné valné hromadě schválen rozpočet 451 000 000 peset na rekonstrukci, z čehož by samotný klub hradil 190 000 000 a zbytek Organizační výbor MS ve fotbale. Přestavba byla uskutečněna podle plánů Juana Josého Barrosa.
V roce 1974 se v okolí stadionu natáčela filmová komedie Jestli se rozzlobíme, budeme zlí.

### Současnost

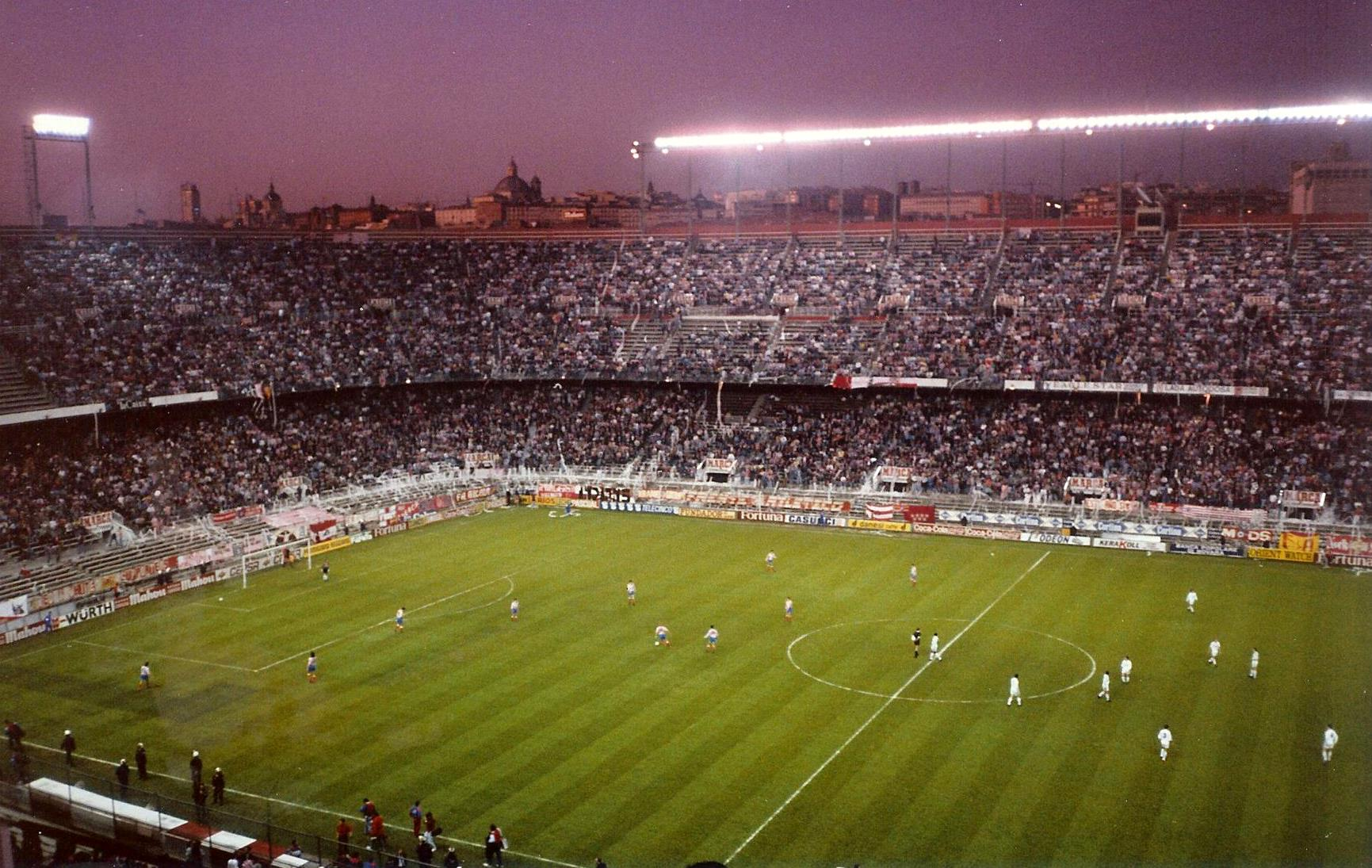
Fanoušci na stadionu Atlética

V současné době má Estadio Vicente Calderón 54 851 míst k sezení a v roce 2003 byl unií UEFA označen jako pětihvězdičkový stadion, čímž se řadí mezi opravdovou evropskou smetánku. Je často dějištěm různých hudebních událostí, největší koncert se zde konal 17. června 2006, kdy tu za sedm hodin vystoupilo přes 40 umělců.

### Budoucnost
30. července 2007 byla Atléticem Madrid a zástupci města Madrid podepsána dohoda, že klub bude do tří let hrát své zápasy na novém stadionu, resp. obnoveném Estadio de Madrid, známějším pod názvem Estadio de la Peineta. Tento stadion bude mít kapacitu 73 000 diváků a všechna sedadla budou zastřešena. Po roce 2016 bude pak stadion ve vlastnictví Atlética de Madrid. Estadio Vicente Calderón by měl být zbourán a nahrazen parkem.

## Architektura stavby

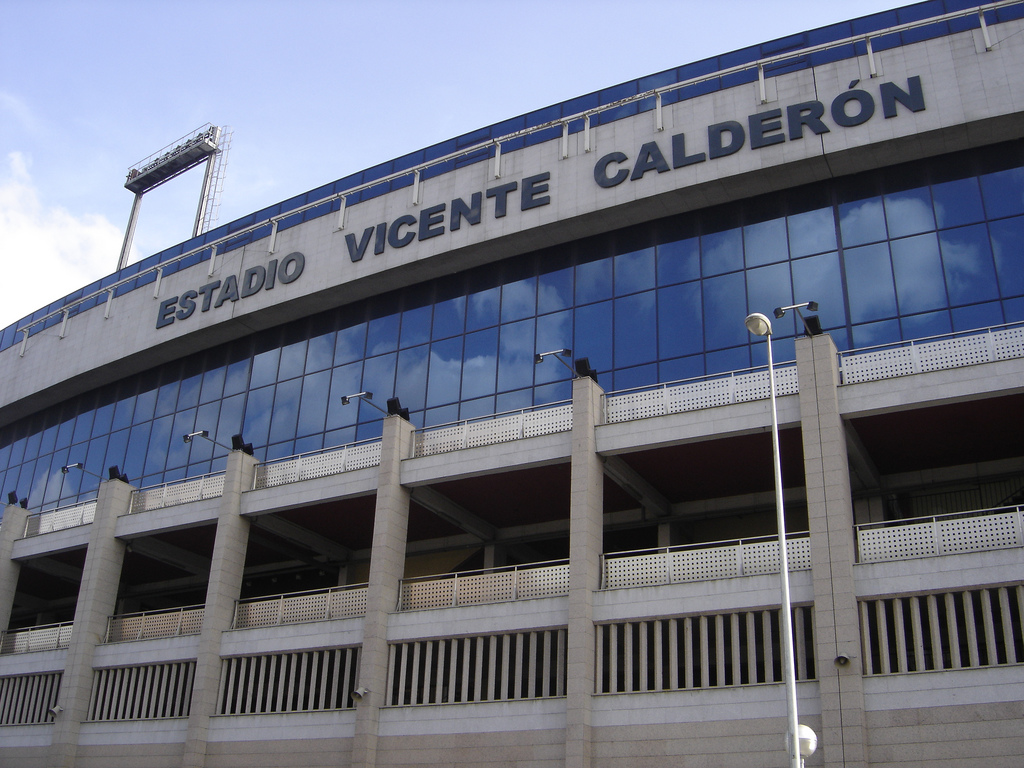
Estadio Vicente Calderón

Jedná se o "otevřený stadion", což znamená, že tribuna a ochozy nesplývají v jeden celek. Hlavní tribuna je oddělena dvěma cca sedmimetrovými mezerami, v nichž jsou umístěny dvě velké obrazovky o velikosti 8 x 5,12 m. Estadio Vicente Calderón má celkovou plochu 35 000 m2, hřiště samotné pak 105 x 70m. Stadion má 57 vchodů a díky tzv. "Code-System" lze ihned zjistit počet lidí v každém sektoru, příp. okamžitě zahájit bezpečnostní opatření. V případě nouze mohou být všichni diváci evakuováni do šesti minut.
Z 54 851 sedadel je na hl.tribuně pouze 18 850. Pokud patříte mezi ty bohatší, můžete si pronajmout jednu z 74 soukromých lóží (Palcos Privados) s provozními službami, bezpečnostním personálem, stravováním, faxem, klimatizací, televizí, šatnou a WC. Pro oba hrající týmy jsou připraveny šatny se sprchami velké 820 m2. Je zde také lékařské oddělení nebo masážní místnost. Na Estadio Vicente Calderón je celkem 35 komentátorských kabin, velké prostory pro pořádání tiskových konferencí i mix-zóna pro pořizování rozhovorů s hráči.
Jak již bylo zmíněno, stadion je charakteristický také tím, že přímo pod jeho hlavní tribunou prochází čtyřproudová silnice M-30.

## MS 1982
Na Estadio Vicente Calderón se odehrála všechna tři utkání skupiny D druhé fáze MS 1982. (Z šesti základních čtyřčlenných skupin postupovaly vždy první dva týmy do čtyř tříčlenných skupin – A, B, C a D. Vítězové těchto skupin pak postoupili do semifinále. Tento šampionát byl jediný hraný tímto způsobem.)
| 28. červen 1982    |           |          |                                                                  |
| Francie            | 1:0 (0:0) | Rakousko | Estadio Vicente Calderón diváci: 37 000 rozhodčí: Karoly Palotai |
| Michel Platini 80' |           |          | Estadio Vicente Calderón diváci: 37 000 rozhodčí: Karoly Palotai |

| 1. července 1982                          |           |                        |                                                                |
| Rakousko                                  | 2:2 (0:1) | Severní Irsko          | Estadio Vicente Calderón diváci: 20 000 rozhodčí: Adolf Prokop |
| Bruno Pezzey 50' Reinhold Hintermaier 68' |           | Billy Hamilton 27' 85' | Estadio Vicente Calderón diváci: 20 000 rozhodčí: Adolf Prokop |

| 4. července 1982                                           |           |                     |                                                                 |
| Francie                                                    | 4:1 (1:0) | Severní Irsko       | Estadio Vicente Calderón diváci: 37 000 rozhodčí: Alojzy Jargur |
| Alain Giresse 33' Michel Platini 68' Marius Tresor 77' 88' |           | Gerry Armstrong 55' | Estadio Vicente Calderón diváci: 37 000 rozhodčí: Alojzy Jargur |